# 南斯拉夫在歐洲歌唱大賽之歷年表現
南斯拉夫參加了歐洲歌唱大賽，共27次，於1961年首次亮相，每年比賽直到1992年最後一次露面，但1977年至1980年和1985年除外。南斯拉夫贏得了1989年大賽並主持了1990年大賽。

## 歷史

### 1961到1991年:南斯拉夫社會主義聯邦共和國

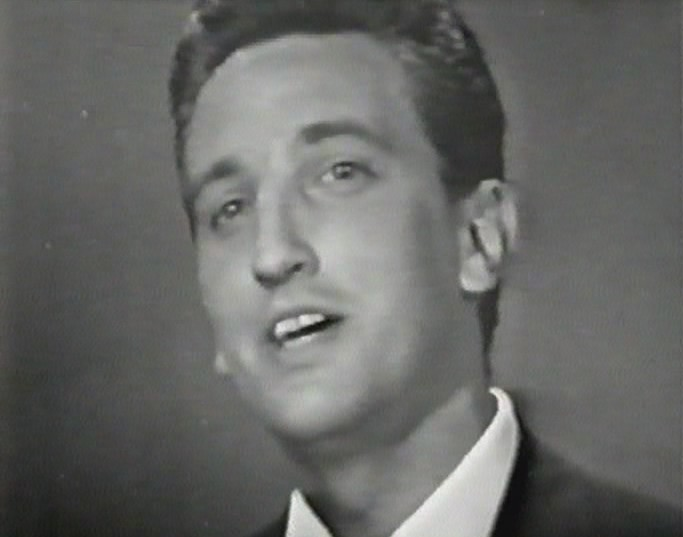
副武科夫在那不勒斯演唱《渴望》"Čežnja" (1965)

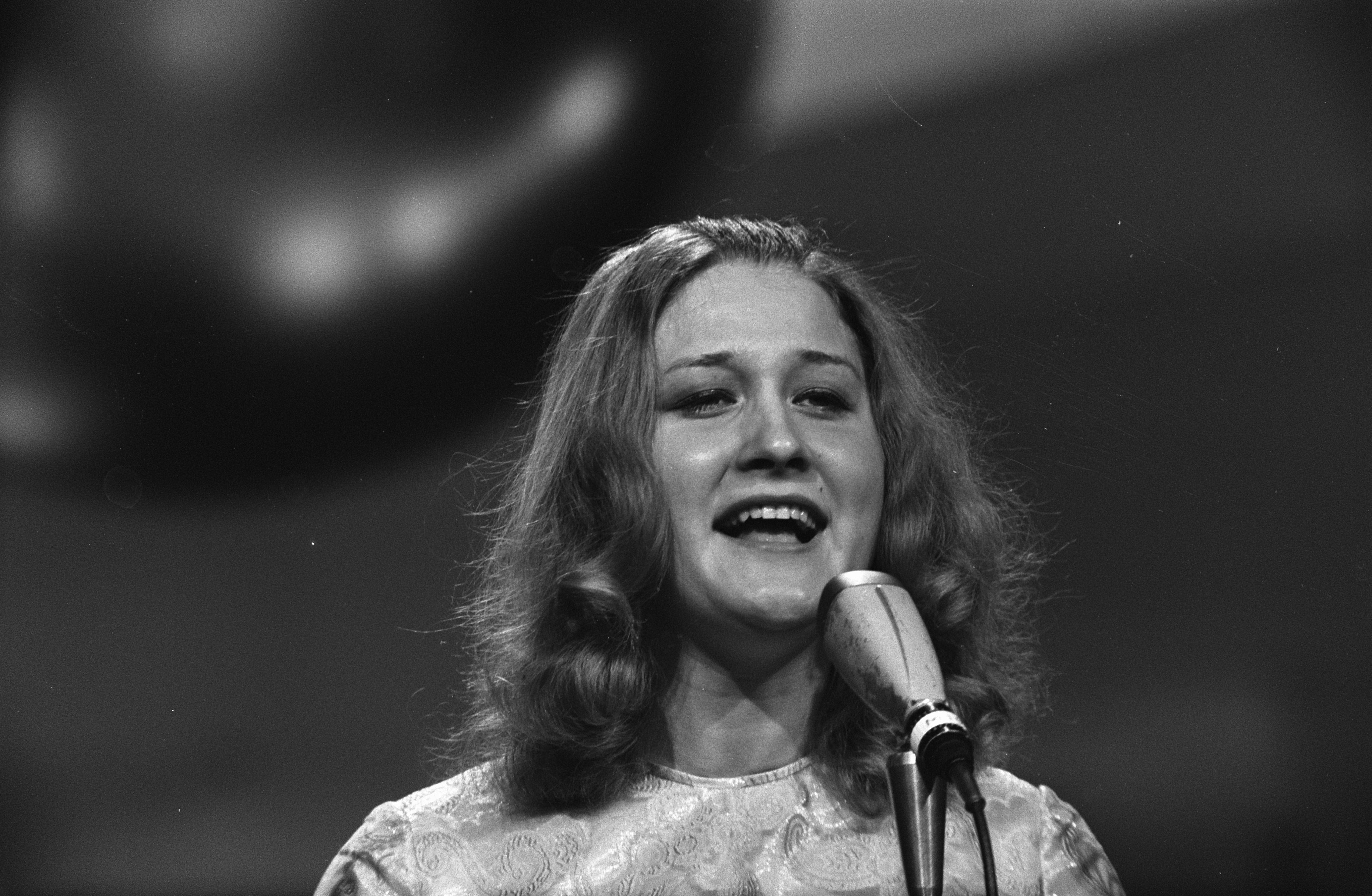
伊娃·瑟森在阿姆斯特丹演唱《來，我給你一束花》"Pridi, dala ti bom cvet"(1970)

南斯拉夫社會主義聯邦共和國與西班牙和芬蘭一起在1961年的歐洲歌唱大賽中首次亮相。南斯拉夫廣播電視台南斯拉夫廣播電視組織的國內選拔賽為“南斯拉夫歌唱大賽”，其特色是地方行政區劃公共廣播中心位於南斯拉夫聯盟各加盟共和國的首都：波士尼亞與赫塞哥維納社會主義共和國塞拉耶佛廣播電視台，克羅埃西亞社會主義共和國札格雷布廣播電視台 ，馬其頓社會主義共和國史高比耶廣播電視台，蒙特內哥羅社會主義共和國狄托格勒廣播電視台，塞爾維亞社會主義共和國貝爾格勒廣播電視台和斯洛維尼亞社會主義共和國盧比安那廣播電視台以及塞爾維亞境內自治省的廣播服務：科索沃社會主義自治省普里斯提納廣播電視台和伏伊伏丁那社會主義自治省諾維薩德廣播電視台。 最早參加1961年的比賽代表是貝爾格勒，盧比安納和札格雷布，隨後幾年又參加了比賽。
南斯拉夫由來自六個加盟國和兩個自治省中的五個的各種藝術家代表。 這些藝術家來自波士尼亞與赫塞哥維納，克羅埃西亞，蒙特內哥羅，塞爾維亞和斯洛維尼亞，而馬其頓，伏伊伏丁那和科索沃則從未通過全國預選。 克羅埃西亞是最成功的組成共和國，因為其表演者在南斯拉夫參加的26次比賽中贏得了13次全國比賽。 從1977年到1980年以及1985年，南斯拉夫沒有參加比賽。
南斯拉夫以里瓦樂團的歌曲《搖啊搖》"Rock Me"贏得了1989年歐洲歌唱大賽。按照比賽的規則，1990年歐洲歌唱大賽在札格雷布舉行，因為參賽作品來自克羅埃西亞。

### 1992年：南斯拉夫聯盟共和國
在1991年南斯拉夫解體進行中，克羅埃西亞，斯洛維尼亞和馬其頓的前加盟共和國宣布獨立並因此退出。而“南斯拉夫歌唱大賽”，及當時的塞爾維亞和蒙特內哥羅領導層同意並維持緊密的聯盟關係。 1992年3月28日，仍然（至少是正式）不少有衰落和萎縮的前南斯拉夫聯邦的加盟共和國參加了在貝爾格勒舉辦的1992年的“南斯拉夫歌唱大賽”。 它不僅包括來自塞爾維亞和蒙特內哥羅的藝術家，還包括波士尼亞與赫塞哥維納的藝術家，儘管後者於當年3月1日宣布獨立。在候選人中為奧爾馬·卡齊奇。
 則國內選拔的獲勝者是來自塞爾維亞的斯涅扎納·貝里奇表演的《我愛你的歌》"Ljubim te pesmama" 。。在那一年的歐歌大賽舉行之前，4月28日，新成立的聯邦國家由塞爾維亞共和國和蒙特內哥羅共和國組成稱為南斯拉夫聯邦共和國，該代表由先前提到的斯涅扎納·貝里奇在5月9日舉行的1992年歐洲歌唱大賽中代表參賽。南斯拉夫由於在南斯拉夫戰爭中被聯合國制裁，被禁止參加歌唱大賽，直到2001年。此制裁僅在1992年大賽之後的幾週才生效。

### 1993年至今：南斯拉夫解體後
在南斯拉夫解體之後，其以前的組成共和國宣布獨立。曾經的國家行政區域公共廣播電視台改名為國家廣播電視台，但使用了新的名稱，包括：斯洛維尼亞廣播電視台，克羅埃西亞廣播電視台，塞爾維亞廣播電視台，馬其頓廣播電視台等。自分別加入歐洲廣播聯盟後，所有前南斯拉夫國家都參加了歐洲歌唱大賽：斯洛文尼亞，克羅地亞，波赫，蒙特內哥羅，塞爾維亞，北馬其頓（在2018年以前，以「前南斯拉夫馬其頓共和國」名義代表參賽，英文：F.Y.R. Macedonia ）。
總體而言，新共和國的結果好壞參半：克羅地亞在1990年代後期獲得了前10名，塞蒙和波斯尼亞和黑塞哥維那在2000年代都獲得了高分，馬其頓共和國每年都進入前10名，直到2008年進入決賽為止，儘管他們名列第10名，但仍沒有進入決賽的資格。在2004年中，塞蒙首次亮相並獲得第二名；在2007年中，蒙特內哥羅加入了比賽，但未能晉級決賽，而塞爾維亞在 2007年 首次作為一個獨立國家參加。在2013年中，波斯尼亞和黑塞哥維那退出比賽之前，前南斯拉夫國家沒有在決賽中獲得一席之地；斯洛文尼亞，克羅地亞，蒙特內哥羅和塞爾維亞都未能參加第一場半決賽。北馬其頓未能在第二場準決賽中晉級。

## 參賽者
以下列出了贏得當地比賽並繼續參加歐洲歌唱大賽的27名參賽者。 注意一點的是，1978到1980年和1985年參賽作品實際上並未參加比賽，因為由於內部政治原因，南斯拉夫在那幾年沒有參加比賽。
南斯拉夫是以塞爾維亞-克羅埃西亞語，斯洛維尼亞語和馬其頓語為一種官方語言發送所有歌曲的少數幾個國家之一。 在1961年至1991年的比賽中，南斯拉夫參加的26項參賽作品中，有22項在塞爾維亞克羅地亞語中，其餘在斯洛文尼亞語中。 11位參賽作品中的大多數來自克羅地亞，而克羅地亞是南斯拉夫流行音樂產業的中心。 馬其頓或科索沃都沒有進入歐歌大賽，這說明該國為最貧窮地區及文化邊緣化。
| 1 | 冠軍 |
| ◁ | 墊底 |

| 年份 | 演出者                         | 語言                  | 歌曲名稱                                                                    | 名次 | 得分 |
| ---- | ------------------------------ | --------------------- | --------------------------------------------------------------------------- | ---- | ---- |
| 1961 | 利利亞納·彼得羅維奇            | 塞爾維亞-克羅埃西亞語 | 《一些古老的星星》"Neke davne zvezde" (Неке давне звезде)                   | 8    | 9    |
| 1962 | 羅拉·諾瓦科維奇                | 塞爾維亞-克羅埃西亞語 | 《黃昏時不要關燈》"Ne pali svetlo u sumrak" (Не пали светло у сумрак)       | 4    | 10   |
| 1963 | 副武科夫                       | 塞爾維亞-克羅埃西亞語 | 《輪船》"Brodovi" (Бродови)                                                 | 11   | 3    |
| 1964 | 薩巴胡丁·庫特                  | 塞爾維亞-克羅埃西亞語 | 《生活已經圓滿了》"Život je sklopio krug" (Живот је склопио круг)           | 13 ◁ | 0    |
| 1965 | 副武科夫                       | 塞爾維亞-克羅埃西亞語 | 《渴望》"Čežnja" (Чежња)                                                    | 12   | 2    |
| 1966 | 貝塔·安布羅茲                  | 斯洛維尼亞語          | 《無話可說》"Brez besed"                                                    | 7    | 9    |
| 1967 | 拉多·萊斯科瓦                  | 斯洛維尼亞語          | 《世界上所有的花》"Vse rože sveta"                                          | 8    | 7    |
| 1968 | 露西·卡普爾索和哈莫·哈傑達荷西 | 塞爾維亞-克羅埃西亞語 | 《一天》"Jedan dan" (Један дан)                                             | 7    | 8    |
| 1969 | 伊凡和3M（Ivan & 3M）          | 塞爾維亞-克羅埃西亞語 | 《你好，世界》"Pozdrav svijetu" (Поздрав свијету)                           | 13   | 5    |
| 1970 | 伊娃·瑟森                      | 斯洛維尼亞語          | 《來，我給你一束花》"Pridi, dala ti bom cvet"                               | 11   | 4    |
| 1971 | 基喬·斯拉賓阿茨                | 塞爾維亞-克羅埃西亞語 | 《你的男孩很難過》"Tvoj dječak je tužan" (Твој дјечак је тужан)             | 14   | 68   |
| 1972 | 特蕾莎·凱索維婭                | 塞爾維亞-克羅埃西亞語 | 《音樂和你》"Muzika i ti" (Музика и ти)                                     | 9    | 87   |
| 1973 | 茲德拉夫科·丘利奇              | 塞爾維亞-克羅埃西亞語 | 《火在燃燒》"Gori vatra" (Гори ватра)                                       | 15   | 65   |
| 1974 | 哥尼·古珀                      | 塞爾維亞-克羅埃西亞語 | 《我的時代》"Moja generacija" (Генерација '42)                              | 12   | 6    |
| 1975 | 灰燼與血樂團                   | 斯洛維尼亞語          | 《愛的一天》"Dan ljubezni"                                                  | 13   | 22   |
| 1976 | 大使樂團                       | 塞爾維亞-克羅埃西亞語 | 《我無法掩飾我的痛苦》"Ne mogu skriti svoju bol" (Не могу скрити своју бол) | 17   | 10   |
| 1981 | 塞德·梅米奇·瓦伊塔             | 塞爾維亞-克羅埃西亞語 | 《萊拉》"Lejla" (Лејла)                                                     | 15   | 35   |
| 1982 | 灰色合唱團                     | 塞爾維亞-克羅埃西亞語 | 《哈囉，哈囉》"Halo, Halo" (Хало, хало)                                     | 14   | 21   |
| 1983 | 丹尼爾·波波維奇                | 塞爾維亞-克羅埃西亞語 | 《朱麗葉》"Džuli" (Џули)                                                    | 4    | 125  |
| 1984 | 弗拉多和伊索爾達               | 塞爾維亞-克羅埃西亞語 | 《你好愛人》"Ciao, amore"                                                   | 18   | 26   |
| 1986 | 桃樂絲·德拉戈維奇              | 塞爾維亞-克羅埃西亞語 | 《我的希望》"Željo moja" (Жељо моја)                                        | 11   | 49   |
| 1987 | 新石器樂團                     | 塞爾維亞-克羅埃西亞語 | 《我想要跳舞》"Ja sam za ples" (Ја сам за плес)                             | 4    | 92   |
| 1988 | 銀翼樂團                       | 塞爾維亞-克羅埃西亞語 | 《無賴》"Mangu" (Мангуп)                                                    | 6    | 87   |
| 1989 | 里瓦樂團                       | 塞爾維亞-克羅埃西亞語 | 《搖啊搖》"Rock Me"b                                                        | 1    | 137  |
| 1990 | 泰蒂亞娜・馬特亞               | 塞爾維亞-克羅埃西亞語 | 《讓我們瘋狂吧》"Hajde da ludujemo" (Хајде да лудујемо)                     | 7    | 81   |
| 1991 | 寶貝娃娃                       | 塞爾維亞-克羅埃西亞語 | 《巴西》"Brazil" (Бразил)                                                   | 21   | 1    |
| 1992 | 斯涅扎納·貝里奇                | 塞爾維亞語            | 《我愛你的歌》"Ljubim te pesmama" (Љубим те песмама)                        | 13   | 44   |

註解:
a ^  南斯拉夫原本打算在1985年參加比賽。但是，由於比賽舉行當天是在紀念南斯拉夫前總統約瑟普·布羅茲·狄托逝世五週年的國家紀念日，因此不允許播放任何音樂節目，並且南廣視被迫退出。
b ^  歌名和合唱部分帶有英文

## 主辦歷史
| 年份 | 城市                             | 場館                        | 主持人                                      |
| ---- | -------------------------------- | --------------------------- | ------------------------------------------- |
| 1990 | 克羅地亞社會主義共和國，札格雷布 | 瓦特羅斯拉夫·利辛斯基音樂廳 | 海爾加·弗拉霍維·奇布爾諾比奇和奧利弗·姆拉卡 |

## 外部連結
- Points to and from Yugoslavia（页面存档备份，存于） eurovisioncovers.co.uk